# Alessio Dionisi
Alessio Dionisi (Abbadia San Salvatore, 1º aprile 1980) è un allenatore di calcio ed ex calciatore italiano, di ruolo difensore.

## Caratteristiche tecniche

### Giocatore
Giocava come difensore centrale, facendosi valere anche come tiratore di calci di punizione e calci di rigore.

### Allenatore
Predilige l'utilizzo del 4-3-3 ma sa utilizzare anche il 4-3-1-2 o il 4-2-3-1 ed è abituato a concedere ampio spazio ai giovani.

## Carriera

### Giocatore
Cresciuto nel settore giovanile della Fiorentina fino al 1996, poi del Siena, viene mandato in prestito al Voghera per il campionato di Serie D 1999-2000. Rientrato in Toscana, nell'ottobre 2000 viene nuovamente ceduto al Voghera, dove resta fino al 2005.
Prosegue la sua carriera tra Serie D e Serie C2, con le maglie di Varese, Ivrea e Tritium; di quest'ultima formazione diventa capitano, contribuendo alla doppia promozione dalla Serie D alla Lega Pro Prima Divisione. Chiude la carriera militando nella Sambonifacese, nel Verbania e nell'Olginatese, tutte in Serie D.

### Allenatore

#### Olginatese, Borgosesia e Fiorenzuola
Comincia ad allenare nella stagione Serie D 2014-2015 all'Olginatese, ultima sua squadra da calciatore, venendo sollevato dall'incarico il 16 ottobre dello stesso anno. Nelle due stagioni successive è l'allenatore del Borgosesia, mentre nella stagione 2017-2018 siede sulla panchina del Fiorenzuola, tutte compagini di Serie D.

#### Imolese
Nella stagione 2018-2019 si trasferisce all'Imolese, che porta ai playoff di Serie C per la prima volta nella sua storia venendo eliminato dal Piacenza in semifinale.

#### Venezia
Nella stagione successiva passa alla guida del Venezia in Serie B, portandolo alla salvezza con 50 punti in classifica. Nel settembre del 2019 ottiene anche la licenza di allenatore UEFA dopo aver frequentato il corso Coverciano.

#### Empoli
Il 19 agosto 2020 diventa il nuovo allenatore dell'Empoli, siglando un accordo fino al 30 giugno 2022. Il 4 maggio 2021, vincendo per 4-0 contro il Cosenza, ottiene la promozione diretta in Serie A come primo in classifica e a due giornate dal termine del campionato. Conclude la stagione al primo posto in classifica con 73 punti e l'imbattibilità in casa della squadra.

#### Sassuolo
Il 15 giugno dello stesso anno risolve consensualmente il suo contratto con la società toscana e il giorno seguente sottoscrive un contratto di due stagioni con il Sassuolo.
La squadra neroverde si piazza all'11º posto in classifica con 50 punti. Nella stagione 2022-2023 invece si piazza 13º con 45 punti. Viene riconfermato anche per la stagione seguente, ma dopo la sconfitta casalinga contro l'Empoli del 25 febbraio 2024 e con solo 6 vittorie conquistate tra campionato e Coppa Italia, viene esonerato.

#### Palermo
Il 7 giugno 2024, Dionisi viene ufficialmente ingaggiato dal Palermo, in Serie B, con cui firma un contratto pluriennale. Quindi, conduce i rosanero all'ottavo posto finale in campionato; tuttavia, ai play-off la squadra viene eliminata dalla Juve Stabia nel turno preliminare. A causa dei risultati al di sotto delle aspettative, il 15 giugno 2025 il tecnico viene sollevato dal proprio incarico.
Nella stessa estate debutta come commentatore tecnico su Sportitalia.

## Statistiche

### Statistiche da allenatore
Statistiche aggiornate al 17 maggio 2025. In grassetto le competizioni vinte.
| Stagione          | Squadra           | Campionato        | Campionato | Campionato | Campionato | Campionato | Coppe nazionali | Coppe nazionali | Coppe nazionali | Coppe nazionali | Coppe nazionali | Coppe continentali | Coppe continentali | Coppe continentali | Coppe continentali | Coppe continentali | Altre coppe | Altre coppe | Altre coppe | Altre coppe | Altre coppe | Totale | Totale | Totale | Totale | % Vittorie | Piazzamento |
| Stagione          | Squadra           | Comp              | G          | V          | N          | P          | Comp            | G               | V               | N               | P               | Comp               | G                  | V                  | N                  | P                  | Comp        | G           | V           | N           | P           | G      | V      | N      | P      | %          | Piazzamento |
| ----------------- | ----------------- | ----------------- | ---------- | ---------- | ---------- | ---------- | --------------- | --------------- | --------------- | --------------- | --------------- | ------------------ | ------------------ | ------------------ | ------------------ | ------------------ | ----------- | ----------- | ----------- | ----------- | ----------- | ------ | ------ | ------ | ------ | ---------- | ----------- |
| lug.-ott. 2014    | Olginatese        | D                 | 6          | 0          | 3          | 3          | CI+CI-D         | 1+2             | 0+1             | 0+0             | 1+1             | -                  | -                  | -                  | -                  | -                  | -           | -           | -           | -           | -           | 9      | 1      | 3      | 5      | 11,11      | Eson.       |
| 2015-2016         | Borgosesia        | D                 | 38         | 12         | 11         | 15         | CI-D            | 1               | 0               | 0               | 1               | -                  | -                  | -                  | -                  | -                  | -           | -           | -           | -           | -           | 39     | 12     | 11     | 16     | 30,77      | 13º         |
| 2016-2017         | Borgosesia        | D                 | 34+1       | 16+0       | 14+0       | 4+1        | CI-D            | 2               | 1               | 0               | 1               | -                  | -                  | -                  | -                  | -                  | -           | -           | -           | -           | -           | 37     | 17     | 14     | 6      | 45,95      | 3º          |
| Totale Borgosesia | Totale Borgosesia | Totale Borgosesia | 72+1       | 28+0       | 25+0       | 19+1       |                 | 3               | 1               | 0               | 2               |                    | -                  | -                  | -                  | -                  |             | -           | -           | -           | -           | 76     | 29     | 25     | 22     | 38,16      |             |
| 2017-2018         | Fiorenzuola       | D                 | 38+1       | 16+0       | 16+1       | 6+0        | CI-D            | 4               | 3               | 0               | 1               | -                  | -                  | -                  | -                  | -                  | -           | -           | -           | -           | -           | 43     | 19     | 17     | 7      | 44,19      | 4º          |
| 2018-2019         | Imolese           | C                 | 38+4       | 15+2       | 17+0       | 6+2        | CI+CI-C         | 2+6             | 1+4             | 0+1             | 1+1             | -                  | -                  | -                  | -                  | -                  | -           | -           | -           | -           | -           | 50     | 22     | 18     | 10     | 44,00      | 3º          |
| 2019-2020         | Venezia           | B                 | 38         | 12         | 14         | 12         | CI              | 2               | 1               | 0               | 1               | -                  | -                  | -                  | -                  | -                  | -           | -           | -           | -           | -           | 40     | 13     | 14     | 13     | 32,50      | 11º         |
| 2020-2021         | Empoli            | B                 | 38         | 19         | 16         | 3          | CI              | 4               | 3               | 0               | 1               | -                  | -                  | -                  | -                  | -                  | -           | -           | -           | -           | -           | 42     | 22     | 16     | 4      | 52,38      | 1º (prom.)  |
| 2021-2022         | Sassuolo          | A                 | 38         | 13         | 11         | 14         | CI              | 2               | 1               | 0               | 1               | -                  | -                  | -                  | -                  | -                  | -           | -           | -           | -           | -           | 40     | 14     | 11     | 15     | 35,00      | 11°         |
| 2022-2023         | Sassuolo          | A                 | 38         | 12         | 9          | 17         | CI              | 1               | 0               | 0               | 1               | -                  | -                  | -                  | -                  | -                  | -           | -           | -           | -           | -           | 39     | 12     | 9      | 18     | 30,77      | 13º         |
| 2023-feb. 2024    | Sassuolo          | A                 | 25         | 5          | 5          | 15         | CI              | 3               | 1               | 1               | 1               | -                  | -                  | -                  | -                  | -                  | -           | -           | -           | -           | -           | 28     | 6      | 6      | 16     | 21,43      | Eson.       |
| Totale Sassuolo   | Totale Sassuolo   | Totale Sassuolo   | 101        | 30         | 25         | 46         |                 | 6               | 2               | 1               | 3               |                    | -                  | -                  | -                  | -                  |             | -           | -           | -           | -           | 107    | 32     | 26     | 49     | 29,91      |             |
| 2024-2025         | Palermo           | B                 | 38+1       | 14         | 10         | 14+1       | CI              | 2               | 1               | 0               | 1               | -                  | -                  | -                  | -                  | -                  | -           | -           | -           | -           | -           | 41     | 15     | 10     | 16     | 36,59      | 8º          |
| Totale carriera   | Totale carriera   | Totale carriera   | 376        | 136        | 127        | 113        |                 | 32              | 17              | 2               | 13              |                    | -                  | -                  | -                  | -                  |             | -           | -           | -           | -           | 408    | 153    | 129    | 126    | 37,50      |             |

## Palmarès

### Giocatore

#### Club

##### Competizioni interregionali
- Serie D: 2

Varese: 2005-2006 (girone A)
Tritium: 2009-2010 (girone B)

##### Competizioni nazionali
- Lega Pro Seconda Divisione: 1

Tritium: 2010-2011 (girone A)
- Supercoppa di Lega di Seconda Divisione: 1

Tritium: 2011

### Allenatore

#### Club

##### Competizioni nazionali
- Campionato italiano di Serie B: 1

Empoli: 2020-2021

#### Individuale
- Panchina d'argento: 1

2020-2021